# Juan Nelson (giocatore di polo)
Juan Diego Nelson y Duggan (Buenos Aires, 26 maggio 1891 – Buenos Aires, 7 agosto 1985) è stato un giocatore di polo argentino.
Ha vinto due medaglie d'oro nel polo ai Giochi olimpici di Parigi 1924 e Berlino 1936.
Dopo di lui, nel 2008, il calciatore Javier Mascherano è stato il secondo argentino a vincere due medaglie d'oro olimpiche.